# Horst (adelsslægter)
Horst er fælles for flere adelsslægter i Tyskland og nabolande, men med varierende præfikser.
- van der Horst (nederlandsk adelsslægt)[1]
- von der Horst (tysk, hannoversk slægt)[2]
- von der Horst (tysk, vestfaliske friherrer)[3]
- von Horst (østrigske friherrer)[4]
- von Horst (tysk, saksisk adel)[5]

Når Horst grammatisk er femininum, medtages artiklen der (dativ); ellers ikke.
Uden van/von er slægten ikke adelig (eller friherrer), men det er så et almindeligt efternavn. Horst findes også som fornavn.
Se også: Horst